# دن مکنزی (زمین‌شناس)
دن مکنزی (انگلیسی: Dan McKenzie؛ زادهٔ ۲۱ فوریهٔ ۱۹۴۲) یک دانشمند در زمینه ژئوفیزیک اهل بریتانیا است.
وی همچنین برنده جوایزی همچون مدال کاپلی و مدال پادشاهی شده‌است.